# Vistonida
Vistonida (řecky λίμνη Βιστωνίδα, turecky Buru göl) je jezero v Řecku. Leží v kraji Východní Makedonie a Thrákie nedaleko Xanthi. Má rozlohu 45 km² a je čtvrtým největším jezerem Řecka. Maximální hloubka dosahuje 3,5 m. Do jezera se na severní straně vlévají řeky Kosynthos, Kompsatos a Travos, úzké kanály je na jihu propojují s mořem. Voda je brakická, slanost se zvyšuje směrem k jihu. Od Egejského moře je jezero odděleno úzkou šíjí, na níž leží vesnice Porto Lagos. 
Jezero je pojmenováno podle starověkého thráckého kmene Bistonů; v legendě o Héraklovi je zmíněn bistonský král Diomédes, který choval lidožravé koně.
Vistonida oplývá množstvím ryb, k nimž patří úhoři, cípalové a jelci. Na březích roste tamaryšek, kotvice plovoucí a ječmenice písečná. Jezero s okolím patří k lokalitám chráněným Ramsarskou úmluvou a programem Natura 2000 – hnízdí zde 227 druhů ptáků, např. kolpík bílý, kachnice bělohlavá, lyska černá, kormorán malý, rybákovití, plameňáci a pelikáni. V říjnu 2018 byl v oblasti zaznamenán pozoruhodný úkaz, kdy krajinu pokryly stovky metrů pavučin.  Příčinou bylo přemnožení čelistnatek, způsobené neobvykle teplým a vlhkým počasím.
K intenzivně sledovaným skandálům řecké politiky patří dlouhodobý spor o vlastnictví pozemků v okolí jezera mezi státem a místním klášterem Vatopedi.